# Erikssonia spatholobi
Erikssonia spatholobi är en svampart som beskrevs av Syd. 1915. Erikssonia spatholobi ingår i släktet Erikssonia och familjen Phyllachoraceae.   Inga underarter finns listade i Catalogue of Life.